# Közélet Iskolája
A Közélet Iskolája Alapítvány (rövidítve: KIA) egy civil szervezet és közösségi iskola felnőtteknek, ami abban segíti a tenni akaró állampolgárokat, hogy mozgalomba szerveződve hatékonyan ki tudjanak állni az érdekeikért. A Közélet Iskolája célja, hogy minden ember részt tud venni a közéletben és az őt érintő döntések meghozatalában társadalmi helyzetétől függetlenül.

## Története
A Közélet Iskolája alapítói A Város Mindenkié csoport munkája során találkoztak. Az Iskola létrehozásának ötlete az AVM Akadémia képzési tapasztalatainak hatására fogalmazódott meg, ugyanis az érdekvédelem és aktivizmus módszereit a Város Mindenkié csoport keretein kívül is tanítani szerették volna. 
A 2014-es alapítástól kezdve az Iskola irodája az Auróra közösségi házban van, Budapest VIII. kerületében, és a képzések többsége is itt zajlik.  
A Közélet Iskolája módszertana a kritikai pedagógiára épül. A kritikai pedagógiája célja az, hogy felforgassa a természetesnek vett társadalmi és hatalmi viszonyokat. Az a cél, hogy az oktatás eszközei által az emberek felismerhessék a rendszerszintű társadalmi igazságtalanságokat, és mindebben a maguk helyzetét. Ezen a felismerésen keresztül vezet el az út ahhoz, hogy elkezdjék alakítani a közéletet, elkezdjék érvényesíteni a saját érdekeiket: végsősoron, hogy átalakítsák az elnyomó hatalmi viszonyokat.

## Tevékenysége
A Közélet Iskolája alapvetően négy fő tevékenységet végez:
Állampolgári és politikai oktatás:
A Közélet Iskolája felnőttek számára szervez ingyenes képzéseket és programokat annak érdekében, hogy minél többen tudjanak teljes jogú állampolgárként, aktívan részt venni a közélet társadalmi ügyeket érintő folyamataiban. A változáshoz vezető első lépés a társadalmi viszonyok mélyebb megismerése, így több bevezető programuk szól társadalmi egyenlőtlenségekről. Ezen felül fontos ismerni, hogy pontosan milyen eszközökkel tudunk fellépni egy igazságosabb világ érdekében. Számos képzésük témája a tudatos érdekvédelem, az állampolgári jogaink megismerése és érvényesítése, az aktivitása kampányszervezés és ezeknek a széleskörű kommunikációja. A Közélet Iskolája szerint változást egy jól működő csoport tud elérni, ezért fontosnak tartják a jó ügyek (mint például emberi jogok és kollektív érdekérvényesítés) mentén szerveződő szervezetek, mozgalmak, csapatok belső működésének fejlesztését. A Közélet Iskolája képzéseiről szóló beszámolók itt olvashatóak. Archiválva 2016. január 6-i dátummal a Wayback Machine-ben
Könyvek és tudástár:
Érdekvédelemhez, kritikai pedagógiához, részvételi kutatáshoz, csoportszervezéshez kapcsolódó köteteket, cikkeket írnak és szerkesztenek. Interjúköteteikben pedig aktivisták tapasztalatait hangosítjuk ki, hogy minél többen tanulhassanak ezekből a történetekből. Emellett saját olvasókönyveket, kisokosokat és tanítási segédleteket szerkesztenek a szervezet fontos témáiban. Elsődleges szempont, hogy a létrejött szövegek mindenki számára, iskolázottságtól függetlenül könnyen érthetőek legyenek. A Feketemosó Archiválva 2018. május 8-i dátummal a Wayback Machine-ben című ingyenes közéleti szabadlap 2015-2017 havonta jelent meg. 2016-ban jelent meg a Velünk beszélj, ne rólunk! Archiválva 2017. október 29-i dátummal a Wayback Machine-ben, 2017-ben pedig az Anya kiáll és beszél című interjúkötet. A Kutatás felszabadító ereje című könyv a részvételi akciókutatás elméletét és gyakorlatát mutatja be. A Közélet Iskolája saját fejlesztésű Szerveződj! társasjátéka érdekvédelmet és kampányszervezést tanít játékos módon. Ingyenesen letölthető a Társadalmi egyenlőtlenségek szöveggyűjtemény és a Választás mindenkié! Archiválva 2021. július 22-i dátummal a Wayback Machine-ben kisokos alulról szerveződő választási kampányok szervezéséhez, és a Hogyan beszélgessünk az online térben? című online moderálási kézikönyv. 
Részvételi akciókutatás: A részvételi akciókutatásokban Archiválva 2018. május 16-i dátummal a Wayback Machine-ben (rövidítve: RAK) a kutatás a társadalmi változás eszköze. Arjun Appadurai indiai-amerikai antropológus dolgozta ki a „kutatáshoz való jog” gondolatát, amelynek lényege, hogy társadalmi helyzettől függetlenül mindenkinek joga van ahhoz, hogy kérdéseket tegyen fel, kutatást végezzen és tudást termeljen. A részvételi akciókutatás a kutatáshoz való jog érvényesítésének egyik módja, amelynek során a témában vagy problémában érintett emberek azért vizsgálják az őket körülvevő valóságot, hogy megértsék, majd megváltoztassák azt. A Közélet Iskolája szakmai tanácsadást nyújt részvételi kutatásokban, előadásokat, képzéseket tart a témában. Saját kutatásokat is végez: Tettek ideje Archiválva 2017. október 29-i dátummal a Wayback Machine-ben és Önállóan lakni Archiválva 2017. október 29-i dátummal a Wayback Machine-ben, valamint a Küzdelmeink története Archiválva 2021. július 22-i dátummal a Wayback Machine-ben részvételi akciókutató csoportja kiváló példa.
Stratégiai tervezés: A Közélet Iskolája nemcsak az új mozgalmak katalizátora kíván lenni, hanem a már működő civil szervezetek munkáját is támogatja azért, hogy hatékonyan tudják képviselni az kirekesztett csoportok érdekeit. A Közélet Iskolája célja, hogy Magyarországon olyan mozgalmak és szervezetek képviseljék az állampolgárok érdekeit, amelyek demokratikusan működnek, tömegbázisra épülnek, és világos vízióval rendelkeznek a céljaikról. Ennek a stratégiai működésnek a kialakításában Archiválva 2021. július 22-i dátummal a Wayback Machine-ben segítenek rendszeresen számos szervezetet!

## Elnyert díjak
Ashoka tagság  Az Ashoka a világ legnagyobb, társadalmi vállalkozókat összekötő nemzetközi civil szervezete. Jelenleg több mint 80 országban van jelen, több mint háromezer Ashoka-tag van a világon. A szervezet egy bonyolult, többlépcsős nemzetközi kiválasztási folyamat után választ új tagokat, akiknek a tevékenysége bizonyítottan és hosszú távon a társadalom javát szolgálja. Az Ashoka-tagoknak folyamatos anyagi, hálózati, szakmai támogatást adnak ahhoz, hogy a tevékenységüket rendszerszintűvé tudják emelni. Nagyon büszkék vagyunk rá, hogy a Közélet Iskolája alapítóját, Udvarhelyi Tesszát is Ashoka-taggá választották 2017-ben! 
Sozial Marie díj  A Tettek ideje részvételi akciókutatás a lakhatási önszerveződések történetét és eredményeit tárta fel, hogy segítse a mai magyarországi lakhatási mozgalmak munkáját. A kutatásban 9 lakásszegénységben élő ember és 2 társadalomtudós vett részt. A kutatás eredményeit egy utazó kiállítás és számos műhelybeszélgetés keretében tártuk a nyilvánosság elé, amelynek a folytatása egy nagy látogatottságú időszaki kiállítás volt a Kassák Múzeumban. 